# Musikjahr 1883
Liste der Musikjahre

◄◄ | ◄ | 1879 | 1880 | 1881 | 1882 | Musikjahr 1883 | 1884 | 1885 | 1886 | 1887 | ► | ►►

Weitere Ereignisse
Dieser Artikel behandelt das Musikjahr 1883.

## Ereignisse
- 22. Oktober: Die neu erbaute Metropolitan Opera am Broadway in New York City wird mit der Oper Faust von Charles Gounod eröffnet.
- Aus dem Zusammenschluss mehrerer Institutionen entsteht die London Academy of Music and Dramatic Art.

## Instrumentalmusik- und Vokalmusik (Auswahl)
- Johannes Brahms: 3. Sinfonie op. 90
- Antonín Dvořák: Violinkonzert op. 53, Uraufführung am 14. Oktober 1883 am Prager Nationaltheater; Klaviertrio f-Moll op. 65; Scherzo capriccioso op. 66; Husitská, Dramatische Ouvertüre op. 67; Impromptu d-Moll; Aus dem Böhmerwald op. 68 (Klavier)
- César Franck: Psalm 150
- Charles Gounod: Messe solennelle Nr. 3 de Pâques Es-Dur
- Nikolai Andrejewitsch Rimski-Korsakow: Klavierkonzert cis-Moll op. 30
- John Philip Sousa: Transit of Venus March (Marsch)
- Johann Strauss (Sohn): Rasch in der That (Schnell-Polka) op. 409 (29. Januar 1883); Frühlingsstimmen (Walzer) op. 410 (1. März 1883); Lagunen-Walzer op. 411 (4. Nov 83); Pappacoda-Polka op. 412 (Ende 1883)
- Richard Strauss: Cellosonate op. 6, Erstveröffentlichung
- Pjotr Iljitsch Tschaikowski: Suite Nr. 2 C-Dur op. 53; Sechzehn Kinderlieder op. 54; Sechs Romanzen op. 57

## Musiktheater

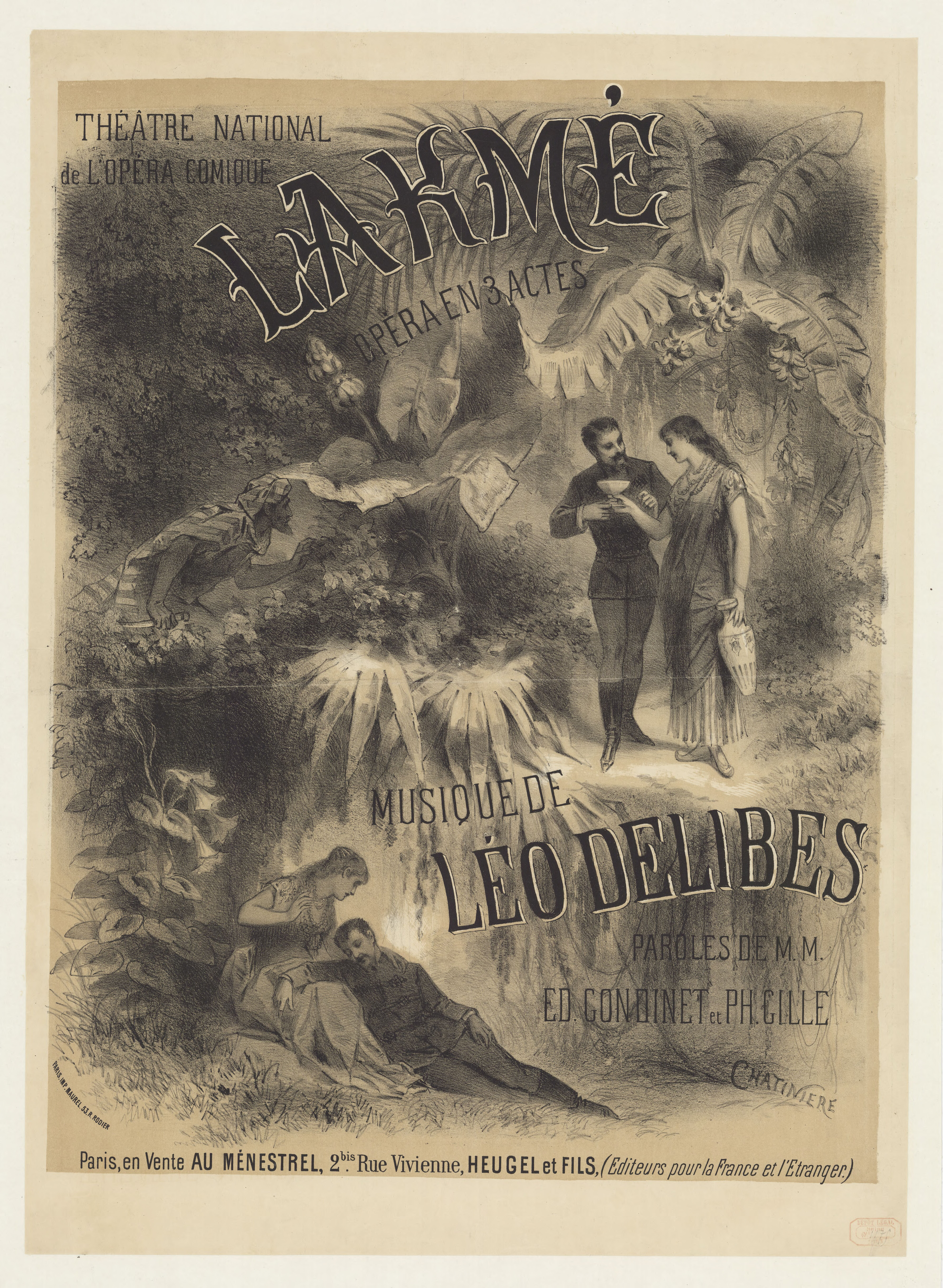
Léo Delibes – Lakmé – Plakat zur Uraufführung

- 26. Januar: Uraufführung der Operette Mam’zelle Nitouche von Hervé auf ein Libretto von Henri Meilhac im Pariser Théâtre des Variétés.
- 16. Februar: Die Uraufführung der Oper Der Gefangene im Kaukasus von César Cui findet am Mariinski-Theater in Sankt Petersburg statt.
- 17. März: Das Drama Dejanice von Alfredo Catalani wird am Teatro alla Scala di Milano in Mailand uraufgeführt.
- 17. März: Uraufführung der Operette Die Afrikareise von Franz von Suppè im Theater an der Wien in Wien.
- 14. April: Die Oper Lakmé von Léo Delibes mit dem Libretto von Edmond Gondinet nach dem Roman Rarahu ou Le Mariage de Loti von Pierre Loti erlebt an der Pariser Opéra-Comique ihre Uraufführung.
- 05. Mai: Die Oper Henry VIII von Camille Saint-Saëns mit einem Libretto von Pierre-Léonce Détroyat und Paul-Armand Silvestre nach Pedro Calderón de la Barcas historischem Drama La cisma de Ingalaterra wird an der Grand Opéra Paris uraufgeführt.
- 03. Oktober: Am Neuen Friedrich-Wilhelmstädtischen Theater in Berlin wird die Operette Eine Nacht in Venedig von Johann Strauss (Sohn) uraufgeführt. Die Wiener Operette der goldenen Ära mit den Texten von Friedrich Zell und Richard Genée fällt bei Publikum und Kritik gleichermaßen durch. Erst einer überarbeiteten Version, die im Theater an der Wien am 9. Oktober Premiere hat, ist Erfolg beschieden.

Weitere Uraufführungen
- Arthur Sullivan: Princess Ida (Komische Oper)
- John Philip Sousa: Desiree (Operette)
- Adolf Müller junior: Auf der Rax (Die Reise im Gebirge) (Posse mit Gesang)

## Musikinstrumente
- Die Söhne des Orgelbauers John Abbey, E. et J. Abbey vollenden die Orgel der Kirche St-Symphorien in Versailles.[1]

## Gründungen
- Orchestrionfabrik Weber – Hersteller von mechanischen Musikautomaten

## Geboren

### Januar bis Juni
- 08. Januar: Edwin Arthur Kraft, US-amerikanischer Organist und Komponist († 1962)
- 08. Januar: Josué Teófilo Wilkes, argentinischer Komponist († 1968)
- 16. Januar: Ezio Camussi, italienischer Komponist († 1956)

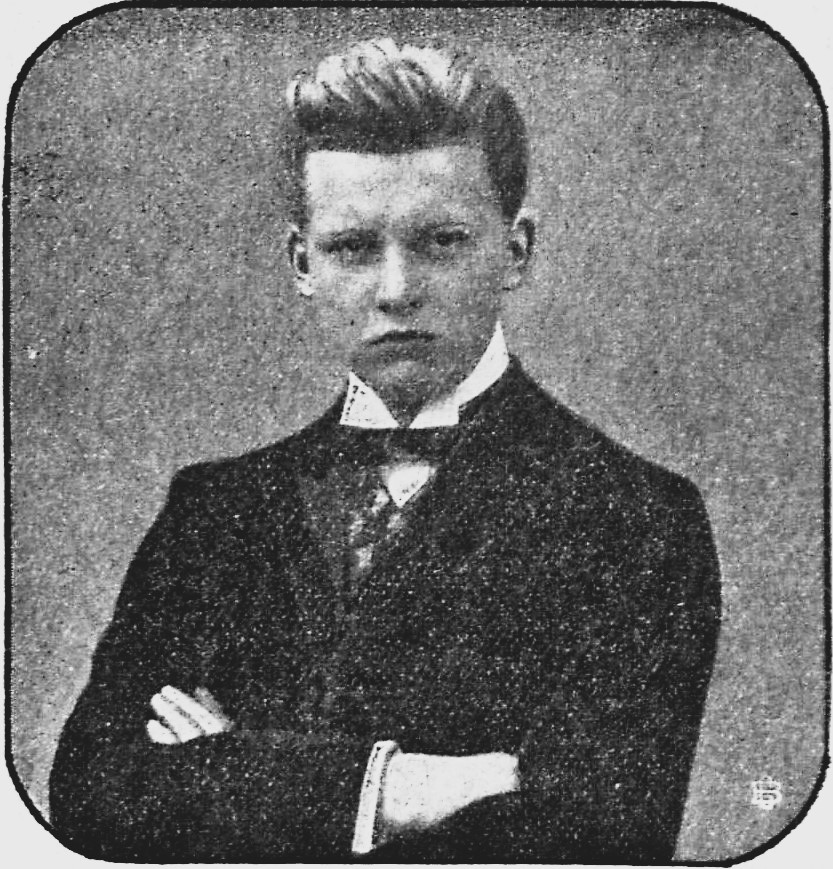
Hermann Abendroth; * 19. Januar

- 19. Januar: Hermann Abendroth, deutscher Dirigent († 1956)
- 19. Januar: Betsy Culp, niederländische Pianistin († 1976)
- 02. Februar: Michail Gnessin, russischer Komponist († 1957)
- 06. Februar: Carl Arthur Richter, Schweizer Komponist und Dirigent († 1957)
- 09. Februar: Fritz Windgassen, deutscher Sänger (Tenor) († 1963)
- 16. Februar: Jack Kaufman, US-amerikanischer Sänger († 1848)
- 28. Februar: Gustav Beckmann, deutscher Musikwissenschaftler, Dirigent und Komponist († 1948)
- 19. März: Josef Matthias Hauer, österreichischer Komponist († 1959)
- 19. März: Gladys Willan, kanadische Musikpädagogin und Pianistin († 1964)
- 20. März: Martin Karl Hasse, deutscher Hochschullehrer, Komponist und Musikschriftsteller († 1960)
- 23. März: Rudolf Nilius, österreichischer Dirigent und Komponist († 1962)
- 01. April: Wladimir Kenig, polnischer Komponist († 1929)
- 04. April: Josip Mandić, kroatischer Komponist († 1959)

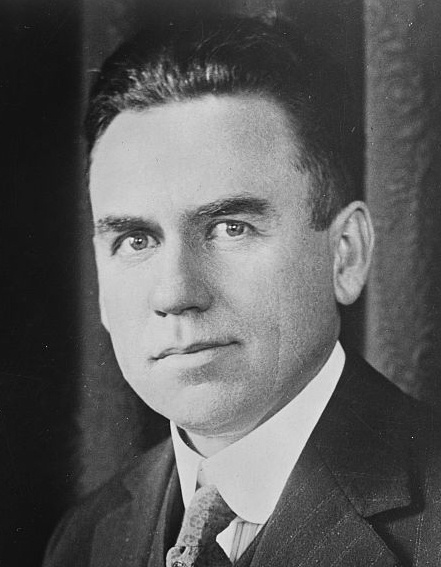
Vernon Dalhart; * 6. April

- 06. April: Vernon Dalhart, US-amerikanischer Sänger und Country-Musiker († 1948)
- 12. April: Édouard Commette, französischer Organist und Komponist († 1967)
- 13. April: Alexander Alexandrow, russischer Komponist († 1946)
- 17. April: Walter Wilhelm Goetze, deutscher Operetten-Komponist († 1961)
- 26. April: Richard Göhle, deutscher Musikpädagoge, Chordirigent und Komponist († 1972)
- 01. Mai: Joseph Schwarz, russisch-amerikanischer Pianist und Musikpädagoge († 1945)
- 03. Mai: Helmuth Pommer, österreichischer evangelischer Pfarrer und Volksliedsammler († 1967)
- 05. Mai: Petar Konjović, serbischer Komponist, Musikpädagoge und -wissenschaftler († 1970)
- 15. Mai: Bolesław Fotygo-Folański, polnischer Schauspieler, Opernsänger und -Regisseur († 1954)
- 22. Mai: Carl Geppert, böhmisch-österreichischer Film- und Bühnenschauspieler sowie Sänger und Filmproduzent († 1937)

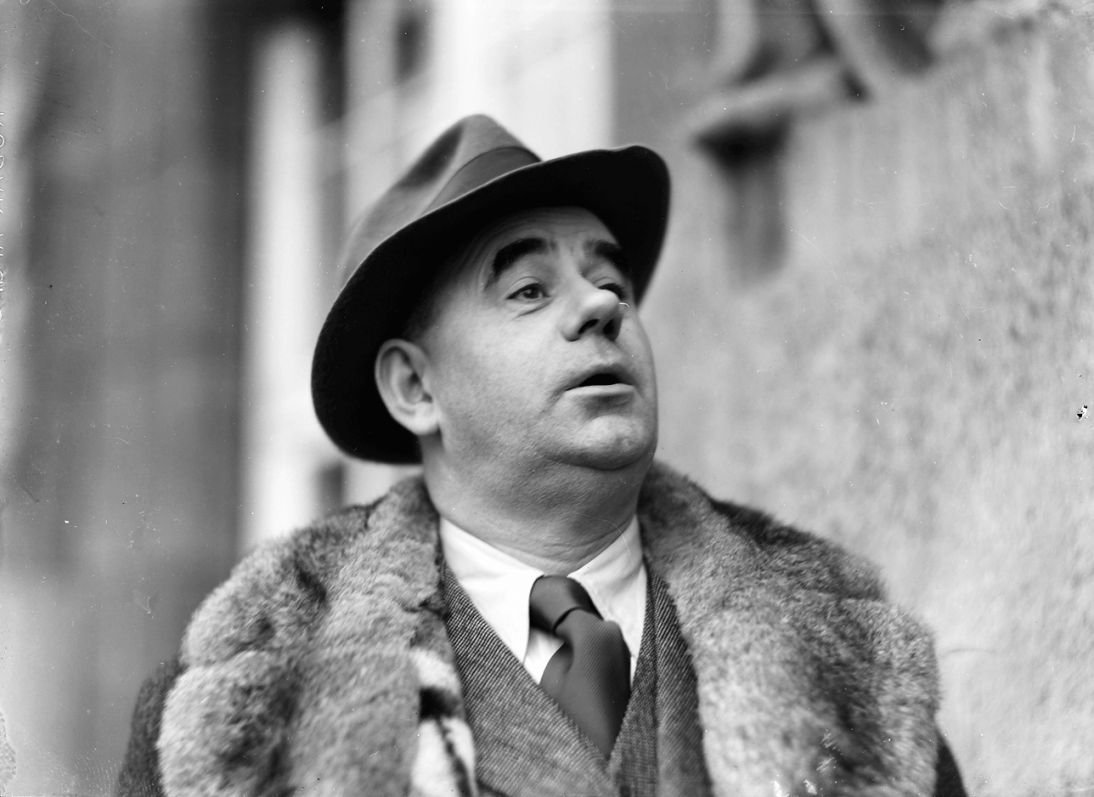
Weiß Ferdl; * 28. Juni

- 25. Mai: Arthur Catterall, englischer Geiger, Dirigent und Musikpädagoge († 1943)
- 25. Mai: Fritz Enderlin, Schweizer Lehrer, Dialektologe, Mundartschriftsteller und Kirchenlieddichter († 1971)
- 28. Mai: George Dyson, englischer Komponist († 1964)
- 30. Mai: Riccardo Zandonai, italienischer Komponist († 1944)
- 02. Juni: Ludwig Ermold, deutscher Kammersänger († 1949)
- 24. Juni: Fritz Löhner-Beda, österreichischer Librettist, Schlagertexter und Schriftsteller († 1942)
- 28. Juni: Weiß Ferdl, deutscher (bayerischer) Volkssänger und -schauspieler († 1949)
- 28. Juni: Michel-Maurice Lévy, französischer Komponist († 1965)

### Juli bis Dezember
- 02. Juli: Próspero López Buchardo, argentinischer Komponist († 1964)
- 04. Juli: Maximilian Ossejewitsch Steinberg, russischer Komponist († 1946)
- 07. Juli: Toivo Kuula, finnischer Komponist († 1918)
- 13. Juli: Peter Feit (später Phra Chenduriyang), thailändischer Komponist († 1968)
- 14. Juli: Alexandru Zirra, rumänischer Komponist († 1946)
- 18. Juli: Reinhold Koenenkamp, deutscher Konzertsänger, Chorleiter, Gesangslehrer, Musikkritiker und Komponist († 1962)
- 23. Juli: Borghild Bryhn-Langgaard, norwegische Sängerin und Musikpädagogin († 1939)
- 25. Juli: Alfredo Casella, italienischer Komponist, Musiker und Musikkritiker († 1947)
- 29. Juli: Hans Kleemann, deutscher Musikwissenschaftler, Musikkritiker und Komponist († 1958)
- 10. August: Carlos Lavín, chilenischer Komponist und Musikwissenschaftler († 1962)
- 16. August: Hisao Tanabe, japanischer Musikwissenschaftler († 1984)
- 19. August: Esther Baezner, Schweizer Komponistin und Musikkritikerin († 1948)
- 29. August: Erich Freiherr Wolff von Gudenberg, deutscher Musiker und Komponist († 1955)
- 01. September: Justin Elie, haitianischer Komponist und Pianist († 1931)
- 04. September: Karel Candael, belgischer Komponist, Dirigent und Musikpädagoge († 1948)
- 05. September: Otto Erich Deutsch, österreichischer Musikwissenschaftler († 1967)
- 05. September: Guy Weitz, belgischer Organist und Komponist († 1970)
- 07. September: Karl Bachmann, österreichischer Schauspieler, Theaterregisseur und Sänger († 1958)
- 12. September: Gus Cannon, US-amerikanischer Blues-Musiker († 1979)
- 14. September: Gottfried Bohnenblust, Schweizer Hochschullehrer, Germanist, Literaturhistoriker, Komponist und Schriftsteller († 1960)
- 15. September: John Peebles Conn, schottischer Violinist, Dirigent und Musikpädagoge († 1960)
- 22. September: Eduard Bornschein, deutscher Musiklehrer und Komponist († 1945)
- 01. Oktober: Ella Jonas-Stockhausen, deutsche Pianistin und Musikpädagogin († 1967)
- 11. Oktober: Archibald Thompson Davison, US-amerikanischer Musikwissenschaftler, Musikpädagoge und Chordirigent († 1961)
- 12. Oktober: Nicola Zec, österreichischer Opernsänger († 1958)
- 13. Oktober: Karl Blume, deutscher Komponist und Sänger († 1947)
- 24. Oktober: Luis Teisseire, argentinischer Tangokomponist und -dichter, Flötist und Bandleader († 1960)
- 25. Oktober: Ferdinand Schmidt, deutscher Kirchenmusiker († 1952)
- 02. November: Frico Kafenda, slowakischer Komponist, Dirigent, Pianist und Musikpädagoge († 1963)
- 02. November: João Pernambuco, brasilianischer Gitarrist und Komponist († 1947)
- 06. November: Henri Nibelle, französischer Organist und Komponist († 1967)
- 08. November: Arnold Bax, englischer Komponist († 1953)
- 09. November: Franz Doelle, deutscher Musiker und Komponist († 1965)

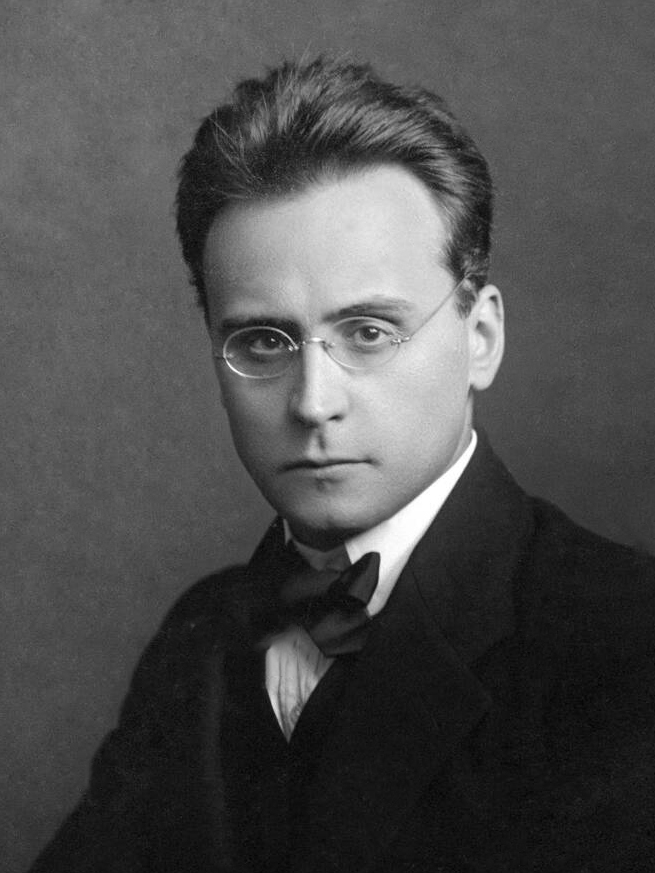
Anton Webern; * 3. Dezember

- 10. November: Bedřich Antonín Wiedermann, tschechischer Organist und Komponist († 1951)
- 11. November: Ernest Ansermet, Schweizer Dirigent († 1969)
- 03. Dezember: Anton Webern, österreichischer Komponist († 1945)
- 12. Dezember: Peadar Kearney, irischer Dichter, Autor und Musiker († 1942)
- 14. Dezember: Manolis Kalomiris, griechischer Komponist († 1962)
- 20. Dezember: Otakar Hřímalý, tschechischer Komponist († 1945)
- 22. Dezember: Edgar Varèse, französisch-US-amerikanischer Komponist und Dirigent († 1965)
- 25. Dezember: Fran Lhotka, kroatischer Komponist († 1962)
- 28. Dezember: Henry Sarly, belgischer Komponist († 1954)

### Genaues Geburtsdatum unbekannt
- Maria Hrebinetska, ukrainisch-amerikanische Sängerin und Musikpädagogin († 1972)
- Alice Landolt, Schweizer Pianistin († 1970)
- Frank Tapp, britischer Komponist und Pianist († 1953)

## Gestorben
- 21. Januar: Edmond Tiersot, französischer Arzt, Politiker und Freizeitmusiker (* 1822)

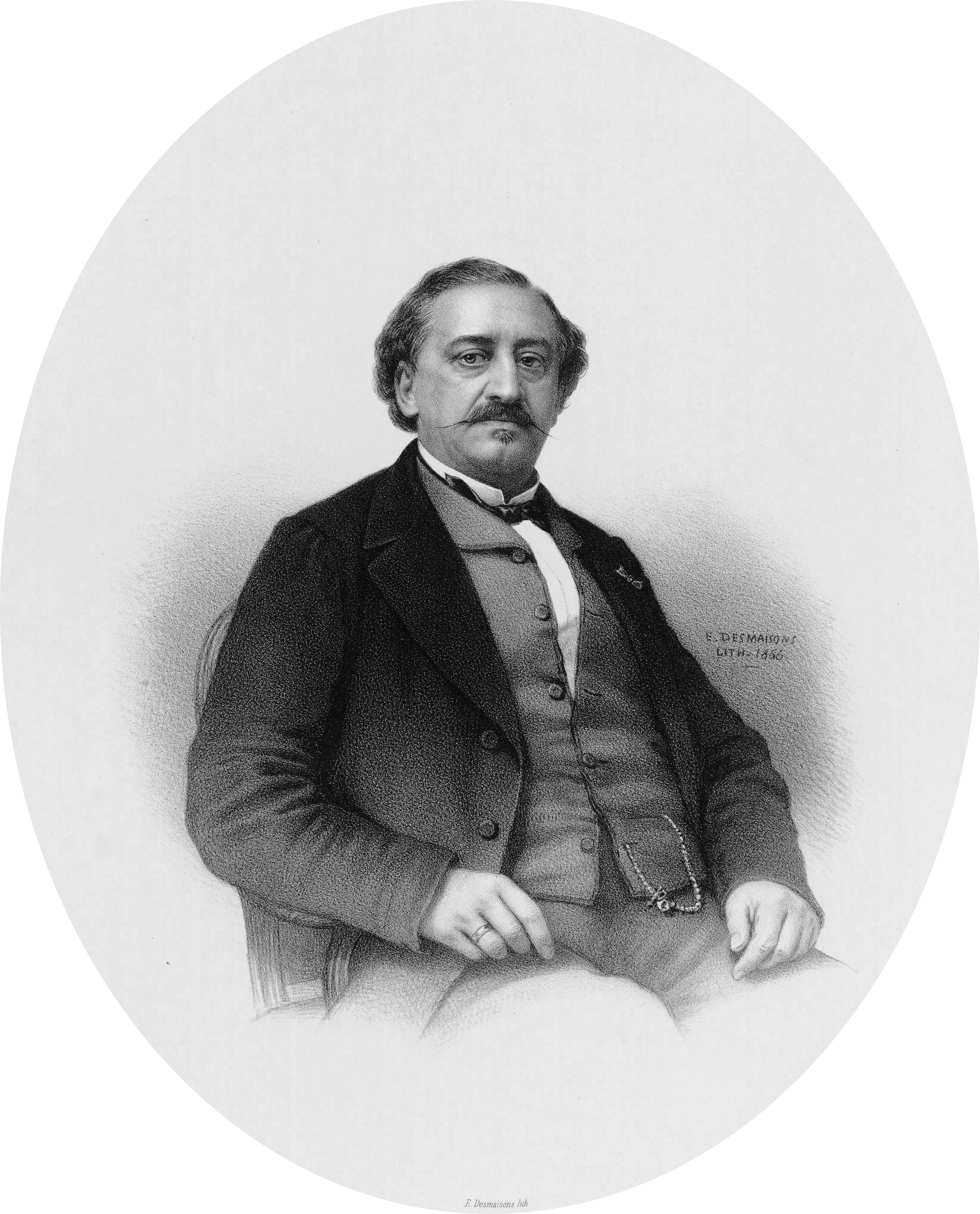
Friedrich von Flotow; † 24. Januar

- 24. Januar: Heinrich Buck, deutscher Orgelbauer (* 1833)
- 24. Januar: Friedrich von Flotow, deutscher Komponist (* 1812)
- 09. Februar: Joachim Leopold Haupt, deutscher evangelischer Pfarrer, Heimatforscher und Volkskundler (* 1797)

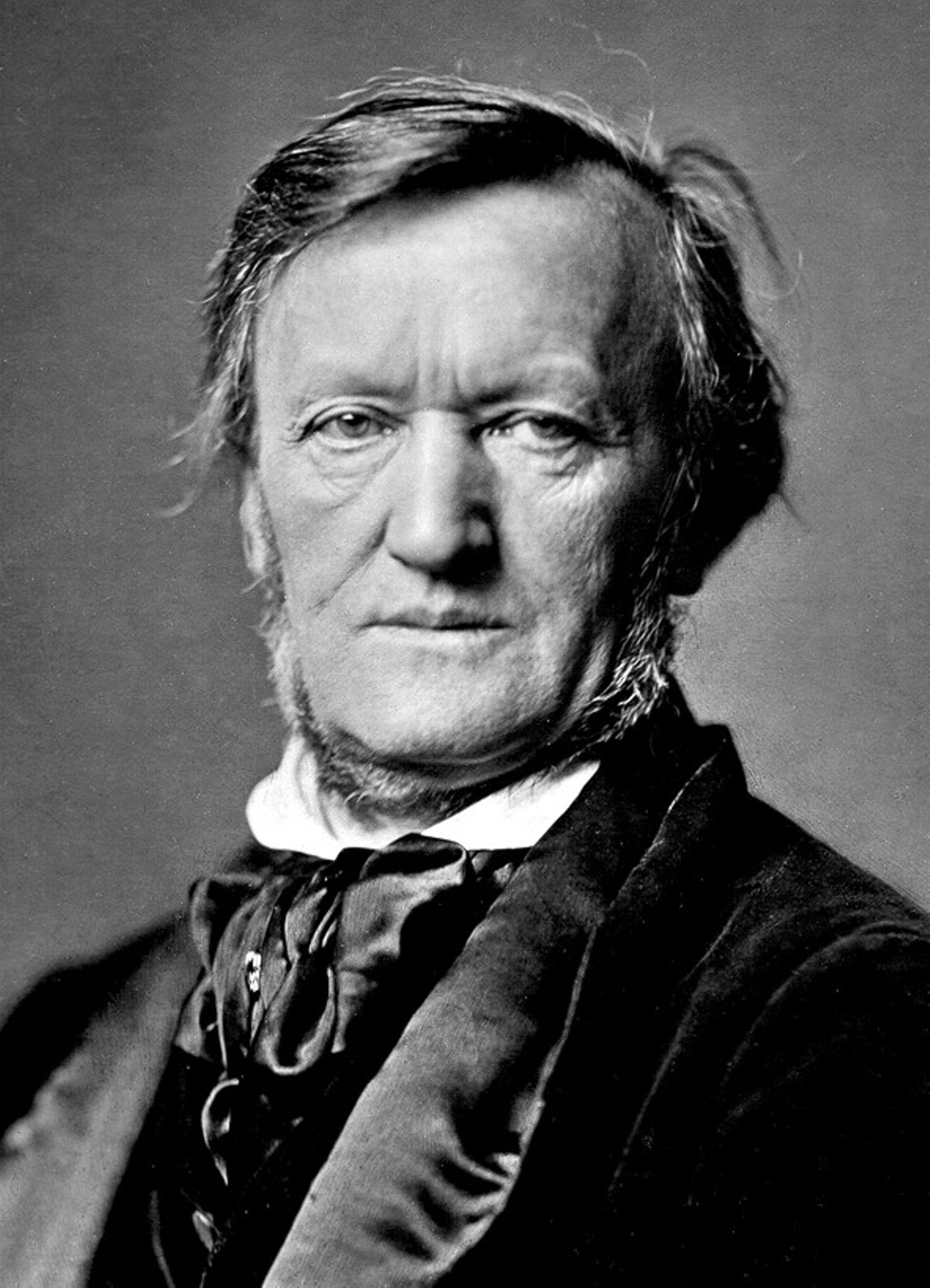
Richard Wagner; † 13. Februar

- 13. Februar: Richard Wagner, deutscher Komponist (* 1813)
- 17. Februar: Napoléon Coste, französischer Gitarrist des 19. Jahrhunderts, Gitarrenlehrer und Komponist (* 1805)
- 27. Februar: Julius Stern, deutscher Musikpädagoge, Dirigent und Komponist (* 1820)
- 24. März: Viriato Figueira, brasilianischer Komponist, Flötist und Saxophonist (* 1851)
- 26. März: Anselm Barba i Balansó, katalanischer Komponist der Romantik, Organist und Musikpädagoge (* 1848)
- 01. April: Henri Ketten, ungarischer Pianist und Komponist (* 1848)
- 10. April: Emilie Mayer, deutsche Komponistin (* 1812)
- 18. April: Agnes Tyrrell, tschechische Komponistin und Pianistin mit englischen Wurzeln (* 1846)
- 00. April: Karl Fischer, österreichischer Opernsänger (Bariton, Bass) (* 1840)
- 04. Mai: Johann Krall, österreichischer Komponist, Dirigent und Arrangeur (* 1803)
- 07. Mai: Gustav Wilhelm Teschner, deutscher Komponist (* 1800)
- 09. Mai: James Trustam, britischer englischer Orgelbauer (* um 1814)
- 10. Mai: Henri-Louis-Stanislas Mortier de Fontaine, polnischer Pianist und Komponist (* 1816)
- 02. Juni: Hedwig Reicher-Kindermann, deutsche Sängerin (* 1853)
- 08. Juni: Friedrich Forberg, deutscher Musiklehrer und Komponist in Düsseldorf (* 1816)
- 11. Juni: Karl Graedener, deutscher Komponist (* 1812)
- 01. Juli: Manuel Gregorio Tavárez, puerto-ricanischer Komponist, Pianist und Musikpädagoge (* 1843)
- 27. Juli: Franz Doppler, ungarischer Komponist (* 1821)
- 30. Juli: Samuel Russell Warren, kanadischer Orgelbauer (* 1809)
- 07. September: Carl Kuntze, deutscher Komponist und Musiker (* 1817)
- 20. Oktober: Johann Gottfried Fleischer, deutscher Lehrer, Organist und Autor (* 1799)
- 30. Oktober: Robert Volkmann, deutscher Komponist (* 1815)
- 23. November: Johann Gungl, ungarndeutscher Geiger, Komponist und Dirigent (* 1818)
- 25. November: Ludwig Erk, deutscher Volksliedforscher und Volksliedsammler (* 1807)
- 05. Dezember: Josef František Hunke, böhmischer Komponist (* 1802)
- 11. Dezember: Mario, italienischer Opernsänger (* 1810)
- 16. Dezember: Franz Sales Ehrlich, österreichischer Orgelbauer (* 1835)